# Jorma Ollila

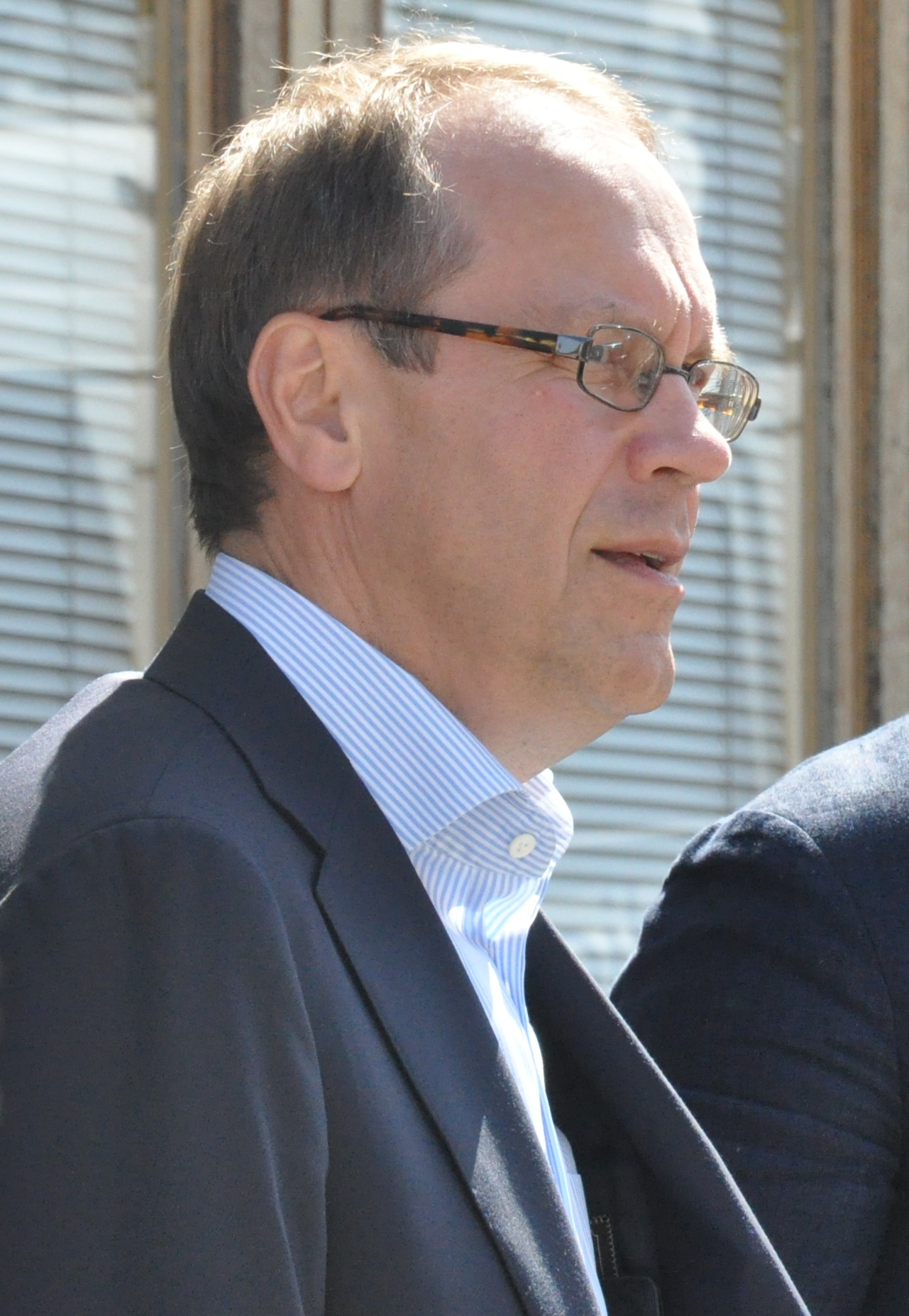
Jorma Ollila em 2009.

Jorma Jaakko Ollila (Seinäjoki, Finlândia, 15 de agosto de 1950) é um empresário finlandês, foi presidente do Conselho de Administração e CEO da Nokia Corporation (de 1992 a 1 de junho de 2006) e é membro do Conselho de Administração da Ford Motor Company (2000– ), da UPM-Kymmene (1997– ), e da Otava Books and Magazines Group Ltd. (1996– ). Em 1 de junho de 2006 assumiu a posição de presidente do Conselho de Administração da Royal Dutch Shell e presidente do Conselho de Administração da Nokia.